# Limburg (Weilheim an der Teck)

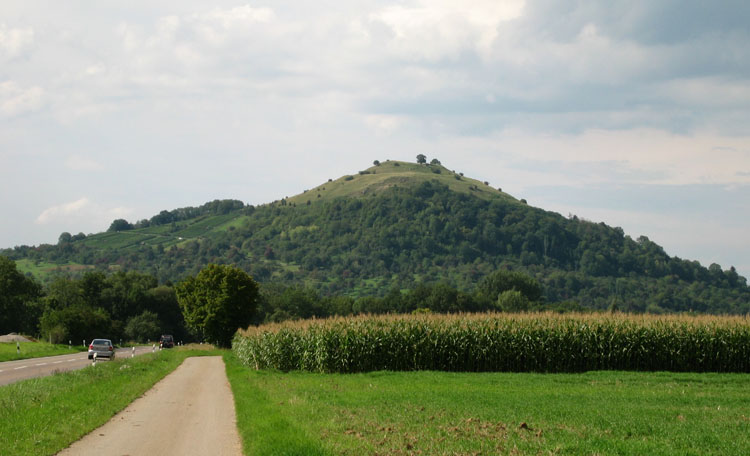
Ansicht von Richtung Neidlingen kommend

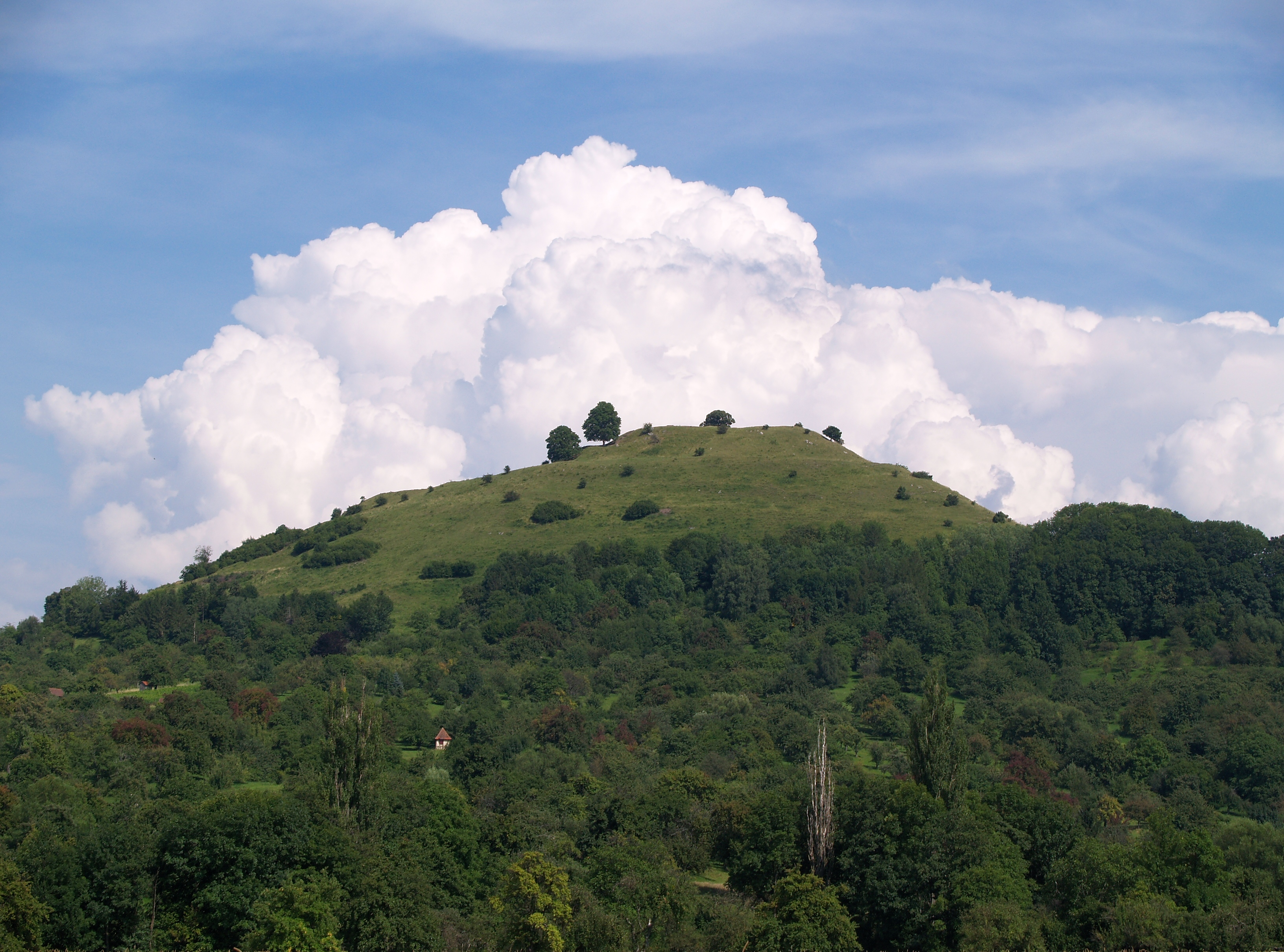
Ansicht von Westen

Die Limburg (597,6 m ü. NHN) ist der Hausberg von Weilheim an der Teck im Landkreis Esslingen. Der Gipfel des Kegelberges erhebt sich fast 200 m über das umliegende Land und bietet einen weiten Blick bis nach Esslingen. Auf dem Gipfel befinden sich die Ruinen einer Burg aus dem 12. Jahrhundert. Die Vegetation variiert von Magerrasen auf dem Gipfel bis hin zu Buschwald, Weinbergen und Streuobstwiesen an den unteren Hängen. 

## Geologie
Die Limburg ist ein Berg vulkanischen Ursprungs, genauer: ein ehemals aktiver Vulkanschlot des Schwäbischen Vulkans.
Vor ca. 17 Millionen Jahren kam es zu gewaltigen Gas- und Staubexplosionen, als in den Spalten des Jura versickerndes Wassers, auf eine Magmablase traf, die sich in der Tiefe gebildet hatte. 
Das emporgerissene Gestein fiel in den Krater zurück und verfestigte sich im Laufe der Zeit zu Basalttuff. 
Dabei trat keine flüssige Lava an die Oberfläche. In den nachfolgenden Jahrmillionen wurden die Juraschichten durch Erosion immer mehr abgetragen. Der Basalttuffpfropf war widerstandsfähiger als das umgebende Kalkgestein und blieb als dem Nordabfall der Schwäbischen Alb vorgelagerter Bergkegel stehen. 
Da die Limburg vulkanischen Ursprungs ist, gehört der Berg nicht zu den Zeugenbergen des Schichtstufenlandes der Schwäbischen Alb.

## Geschichte
Besiedlungsspuren reichen bis in die Jungsteinzeit vor 3000–1800 v. Chr. zurück. Ein unterhalb des Gipfels umlaufender Absatz ist wahrscheinlich der Rest einer Befestigungsanlage aus der Früheisenzeit.
Die eigentliche Geschichte der Limburg beginnt mit der Errichtung einer Burg, der heutigen Ruine Limburg, durch Berthold I. von Zähringen um 1060. Die am Fuß der Limburg von den Zähringern gegründete Propstei wurde 1093 in das Kloster St. Peter auf dem Schwarzwald verlegt.
Seit dem 11. Jahrhundert wird die Limburg als Weinbaugebiet genutzt. 
Der Weinbau wurde allerdings im 19. Jahrhundert immer mehr durch Obstanbau abgelöst. Heute sind nur noch kleinere Rebflächen an der Südseite übrig geblieben. Diese gelten mit knapp 500 m Meereshöhe als höchstgelegene Weinanbaufläche Baden-Württembergs.
Die Sage "Der Drache von der Limburg" nach, wurde eine Kapelle auf dem Berg errichtet. 

## Naturschutzgebiet
Mit Verordnung des Regierungspräsidiums Stuttgart vom 21. Dezember 1990 wurde der komplette Bergkegel mit zahlreichen Biotopen mit einer Gesamtfläche von 161,5 ha als Naturschutzgebiet (NSG-Nummer 1.177) ausgewiesen. Geschützt wurde das charakteristische, wissenschaftlich und naturgeschichtlich erhaltenswerte Landschaftsbild mit reich gegliederter Nutzungsstruktur: extensive Streuobstwiesen, Heideflächen, Wald- und Gebüschzonen mit Saumpflanzengesellschaften, feuchte Senken und Bachläufe.
Amtliche Messungen im Jahre 2016 ergaben, dass die Limburg der höchste Weinberg in Württemberg ist. Der oberste Rebstock dort steht auf einer Höhe von 531,96 Metern.
Das NSG liegt im Naturraum 101 – Mittleres Albvorland innerhalb der naturräumlichen Haupteinheit 10 – Schwäbisches Keuper-Lias-Land.